# Arabian Nights Encyclopedia
The Arabian Nights Encyclopedia („Enzyklopädie zu Tausendundeiner Nacht“; Abk. ANE) ist ein von Ulrich Marzolph und Richard van Leeuwen unter Mitarbeit von Hassan Wassouf erstelltes englischsprachiges Nachschlagewerk zu Tausendundeiner Nacht bzw. den Arabian Nights (den „Arabischen Nächten“). Die mehr als 800 Einträge von A bis Z decken ein breites Spektrum an Themen – auch wenig bekannten – ab. 
→ Tausendundeine Nacht – Liste der Geschichten (vollständige Liste nach Zählung in der ANE)
Die zweibändige Enzyklopädie präsentiert detaillierte, maßgebliche und aktuelle Forschungsergebnisse zu allen veröffentlichten Geschichten und behandelt deren wichtigste Protagonisten, Themen, wichtige Übersetzungen, Textgeschichte, Adaptionen, von einzelnen Geschichten inspirierte Werke und den literarischen Kontext einer jeden Geschichte.

## Inhalt
Neben der Einführung von Ulrich Marzolph sind der Enzyklopädie zunächst vierzehn einleitende Essays von international anerkannten Spezialisten vorangestellt, im Einzelnen lauten deren Titel (in einer ungefähren deutschen Übersetzung): Literarischer Stil und Erzähltechniken in den Arabischen Nächten (Daniel Beaumont); Situation, Motivation und Handlung in Tausendundeiner Nacht (Aboubakr Chraïbi); Die mündlichen Überlieferungen von Tausendundeiner Nacht (Hasan El-Shamy); Poesie und die Tausendundeine Nacht (Geert Jan van Gelder); Die handschriftliche Überlieferung von Tausendundeiner Nacht (Heinz Grotzfeld); Tausendundeine Nacht in Filmadaptionen (Robert Irwin); Tausendundeine Nacht als orientalistischer Text (Rana Kabbani); Illustrationen zu Tausendundeiner Nacht (Kazue Kobayashi); Tausendundeine Nacht und die Volksepik (Remke Kruk); Homosexualität, Heterosexualität und Shahrazâd (Fedwa Malti-Douglas); Tausendundeine Nacht und die Juden (Joseph Sadan); Männlichkeitsbilder in Tausendundeiner Nacht (Reinhard Schulze); Soziales Leben und Volkskultur in Tausendundeiner Nacht (Boas Schoschan); Moderne arabische Literatur und Tausendundeine Nacht (Wiebke Walther).
Es folgen die beiden Abschnitte:
1. The Phenomenon of the Arabian Nights („Das Phänomen Tausendundeine Nacht“) mit einer alphabetisch geordneten Übersicht zu 551 Geschichten, die in verschiedenen Manuskripten, gedruckten Ausgaben und europäischen Übersetzungen von Tausendundeiner Nacht enthalten sind,
2. The World of the Arabian Nights („Die Welt von Tausendundeine Nacht“) mit einer alphabetisch geordneten Übersicht über Einträge zu Ursprung, Charakter, Kontext und Nachwirkung von Tausendundeine Nacht.
Einem umfangreichen Literaturverzeichnis folgen verschiedene Anhänge: 1. Konkordanz zu den zitierten Erzählungen; 2. Eng miteinander korrespondierende Erzählungen, die in der Arabian Nights Encyclopedia zitiert werden; 3. Zitate von Chauvin 1892-1922; 4. Internationale Märchentypen entsprechend dem System von The Types of the Folktale; 5. Erzählmotive nach Stith Thompsons Motif-Index; 6. Zitate aus Arabia ridens (von Ulrich Marzolph) und schließlich ein Index.